# Стойгино
Сто́йгино (фин. Toikana) — деревня в Бегуницком сельском поселении Волосовского района Ленинградской области.

## История
Упоминается на карте Ингерманландии А. И. Бергенгейма, составленной по материалам 1676 года, как деревня Stoigina.
На шведской «Генеральной карте провинции Ингерманландии» 1704 года — также как деревня Stoigina.
Деревня Стойгика обозначена на «Географическом чертеже Ижорской земли» Адриана Шонбека 1705 года.
Как деревня Стогино она упомянута на карте Ингерманландии А. Ростовцева 1727 года.
На карте Санкт-Петербургской губернии Я. Ф. Шмидта 1770 года она также обозначена как деревня Стогино.
На карте Санкт-Петербургской губернии Ф. Ф. Шуберта 1834 года упоминается деревня Стойгина, к юго-востоку от неё располагалась мыза помещицы Сверчковой.

СТОЙГИНО — деревня, принадлежит жене полковника Эссена, число жителей по ревизии: 16 м. п., 14 ж. п. (1838 год)

В пояснительном тексте к этнографической карте Санкт-Петербургской губернии П. И. Кёппена 1849 года она записана как две соседние деревни:
- Toikana (Тойгана, Стойгина), количество жителей на 1848 год: савакотов —  6 м. п., 4 ж. п., всего 10 человек
- Toigana (Стойгина), количество жителей на 1848 год: савакотов —  3 м. п., 2 ж. п., всего 5 человек, а также русские, количество которых не указано[10].

Согласно 9-й ревизии 1850 года деревня Стойгино принадлежала помещице Ашанде Романовне Эссен (Аглаиде (Аделаиде) Романовне фон Эссен (1827—?)).
На карте профессора С. С. Куторги 1852 года упоминается деревня Стойгина.

СТОЙГИНА — деревня госпожи Эссен, по просёлочной дороге, число дворов — 4, число душ — 9 м. п. (1856 год)

Согласно 10-й ревизии 1856 года деревня Стойгино принадлежала помещице Агланде Романовне Велио.

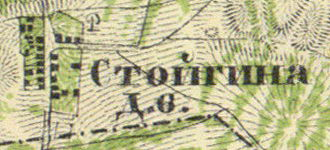
План деревни Стойгино. 1860 год

Согласно «Топографической карте частей Санкт-Петербургской и Выборгской губерний» 1860 года деревня Стойгино состояла из 6 крестьянских дворов.

СТОЙГИНО — деревня владельческая при пруде, по левую сторону от Нарвского тракта в 64 верстах от Петергофа, число дворов — 5, число жителей: 18 м. п., 16 ж. п. (1862 год)

В конце XIX века деревня административно относилась к Бегуницкой волости 1-го стана Петергофского уезда Санкт-Петербургской губернии, в начале XX века — 2-го стана. Население деревни было смешанным — финско-русским.
В 1904 году на хуторах близ деревни проживали 16 эстонских переселенцев.
Согласно данным переписи населения СССР 1926 года в деревне Стойгино Артюшинского сельсовета Бегуницкой волости Троцкого уезда проживали 82 человека, русские и финны, а также эстонцы и китайцы.

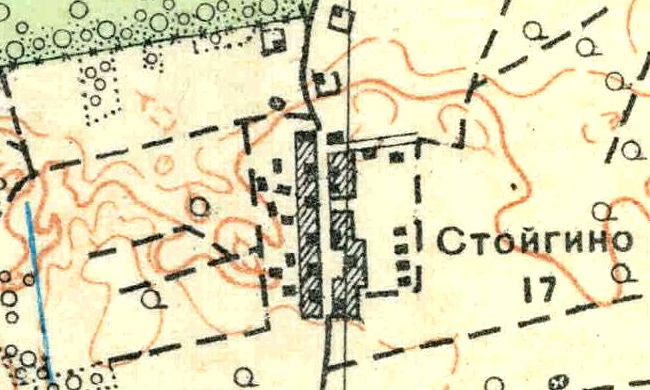
План деревни Стойгино. 1930 год

Согласно топографической карте 1930 года деревня насчитывала 17 дворов.
По данным 1933 года деревня Стойгино входила в состав Артюшинского сельсовета Волосовского района.
По состоянию на 1966, 1973, 1990 и 1997 год деревня Стойгино в составе Волосовского района не значилась.
Постановлением правительства Российской Федерации от 21 декабря 1999 года № 1408 «О присвоении наименований географическим объектам и переименовании географических объектов в Ленинградской, Московской, Пермской и Тамбовской областях» деревне было присвоено наименование Стойгино.
В 2002 году в деревне Стойгино Чирковицкой волости не было постоянного населения.
В 2007 году в деревне Стойгино Зимитицкого сельского поселения проживали 2 человека, в 2010 году — также 2.
7 мая 2019 года деревня вошла в состав Бегуницкого сельского поселения.

## География
Деревня расположена в северо-западной части района к востоку от автодороги 41К-043 (Карстолово — Терпилицы).
Расстояние до административного центра поселения — 8,5 км.

## Демография
| 1838 | 1848 | 1862 | 2002 | 2007 | 2010 | 2013 |
| ---- | ---- | ---- | ---- | ---- | ---- | ---- |
| 30   | ↘15  | ↗34  | ↘0   | ↗2   | →2   | ↗3   |
| 2017 |      |      |      |      |      |      |
| ↗4   |      |      |      |      |      |      |

### Национальный состав
Согласно данным Всероссийской переписи населения 2021 года в деревне проживали 5 человек, все русские.